# Province d'Alto Amazonas
La province d'Alto Amazonas (en espagnol : Provincia de Alto Amazonas) est l'une des sept provinces de la région de Loreto, au nord du Pérou. Son chef-lieu est la ville de Yurimaguas.

## Géographie
La province couvre 18 764,32 km2. Elle est limitée au nord-est par la province de Loreto, au sud-est par la province de Requena, au sud par la région de San Martin, à l'ouest par la province de Datem del Marañón.

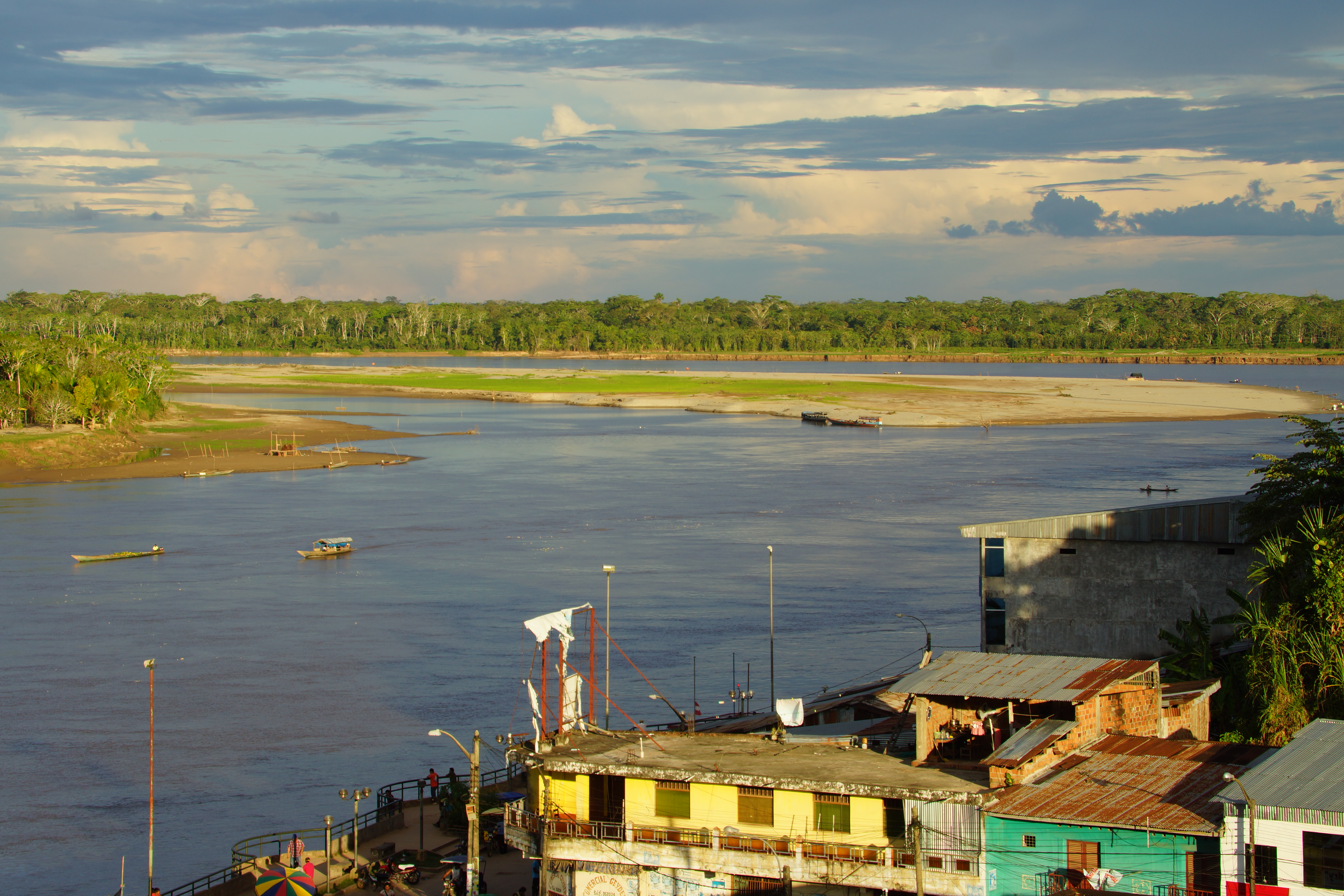
Rivière Huallaga près de Yurimaguas

## Histoire
La province fut créée le 7 février 1866. Le 1er août 2005, cinq district furent détachés de la province pour former la nouvelle province de Datem del Marañón (districts de Barranca, Cahuapanas, Manseriche, Morona et Pastaza).

## Population
La province comptait 101 934 habitants en 2005.

## Subdivisions
La province d'Alto Amazonas est divisée en six districts :
- Balsa Puerto
- Jeberos
- Lagunas
- Santa Cruz
- Teniente Cesar Lopez Rojas
- Yurimaguas